# Колумбия
Вижте пояснителната страница за други значения на Колумбия.
Колумбия, официално Република Колумбия, е държава в северозападната част на Южна Америка. Граничи с Карибско море на север, Венецуела и Бразилия на изток, Еквадор и Перу на юг, Панама и Тихия океан на запад. Столицата е Богота. Населението на столицата е над 7 000 000 души, което поставя града на 30-о място в света според големината на населението и на 4-то в Южна Америка след Сао Паоло (Бразилия), Буенос Айрес (Аржентина) и Лима (Перу).

## История
Културата в района на Колумбия е съществувала поне едно хилядолетие преди новата ера. Първият досег на европейските колонизатори е в началото на 16 век. През 1525 испанците основават първия европейски град на континента – Санта Марта в крайбрежието на Карибско море. Постепенно те добиват по-широк контрол и около 1538 конкистадорът Гонсало де Кесада навлиза навътре в сушата и основава града Санта Фе де Богота (днес Богота). Управителят на колонията, дотогава зависима от вицекралство Перу, основава собствено вицекралство Нова Гранада през 1717. Под юрисдикцията му попадат и части от днешни Венецуела, Панама и Еквадор.
През 1810 жителите на административния център Богота обявяват независимост. Водени от Симон Боливар и Франсиско Сантандер те я извоюват окончателно на 7 август 1819. Основаната Велика Колумбия се разпада през 1831 и част от нея става Република Нова Гранада, по-късно преименувана на Съединени щати на Колумбия и накрая на днешната Република Колумбия. Панама е част от нея до 1903.
Демократическата история на държавата е разтърсвана от множество кръвопролития. Две граждански войни между поддръжниците на консервативната и либералната партия се водят в началото и средата на 20 век. През 1957 се основава Национален фронт, при който двете партии управляват съвместно. Този модел обаче не успява да разреши социалните проблеми, а и политически постепенно губи доверие поради значителната корупция. Възникват няколко партизански движения с комунистически и националсоциалистически характер, които на моменти губят възможността си за съпротива, но и до днес владеят отделни предимно изолирани райони. Освен тях се появява и паравоенна организация, която им се противопоставя. Опитите за примирие с партизаните имат само временен успех. Вътрешните противоречия между различните групи се подхранват и от търговия с наркотици. Отвличанията също са честа практика. Сигурността в Колумбия се подобрява, но прилаганите военни мерки водят до сериозни дебати по отношение нарушаване на човешките права.

## География
С обща площ от 1 138 910 km2 Колумбия е четвъртата по големина държава в Южна Америка след Бразилия, Аржентина и Перу. Климатът е екваториален и субекваториален, но е под влиянието на Андите и е по-хладен към планините. Колумбийският масив се разделя на три части от долините на реките Магдалена и Каука. Източната част Лос Лянос е равнинна и се състои предимно от савани и тропически джунгли, прорязани от притоци на Ориноко и Амазонка. Равнинни области има и по двете крайбрежия на север и запад от Андите.
Колумбия има една от най-разнообразните флора и фауна на планетата. Тук има над 40 000 вида цветни растения, 1500 вида птици (от най-малката птичка колибри до най-голямата летяща птица-андски кондор), множество влечуги, сред които гигантските змии питон, боа и анаконда (достигаща дължина 11 метра), голям брой крокодили и алигатори, някои от които са дълги над 7 метра и с тегло над 1 тон и др., голям брой бозайници-ягуар, пума, оцелот, тапир, капибара, очилата мечка, множество маймуни и др. Сред жабите тук е и най-отровната в света жаба – дървесната кокои.

## Административно деление
Страната се разделя на 32 департамента и 1 столичен окръг*: Амасонас, Араука, Атлантико, Богота*, Боливар, Бояка, Калдас, Касанаре, Каука, Сесар, Чоко, Кордоба, Кундинамарка, Гуаиния, Гуавиаре, Уила, Ла Гуахира, Магдалена, Мета, Нарино, Путумайо, Киндио, Рисаралда, Сан Андрес и Провиденсия, Сантандер, Сукре, Толима, Ваупес, Вичада, Антиокия, Какета, Северен Сантандер и Вале дел Каука.

## Население
Населението на Колумбия е 44 379 598 души (2007). 90% от населението са католици, а 10% определят за себе си, че изповядват друга религия. Годишният прираст на населението е 1,433% (2007), което и отрежда място сред страните със среден годишен прираст на населението.
Колумбия е на 4 място по население в Америка след САЩ, Бразилия и Мексико. По-голямата част от него е концентрирана в централната и западна част на страната. Характерна е вътрешната миграция от селата към големите градове. Докато през 1938 г. градското население е било едва 28%, то през 2005 г. то вече е над 76%. Външната миграция е главно към САЩ, Испания и Венецуела. По данни на местната статистика в чужбина са емигрирали и живеят около 3,5 милиона колумбийци.
Най-многобройната етническа група са метисите – 58%, следвани от бялата раса – 20% и афроколумбийците на трето място с 10,6%. Коренното население е представено от 3,4%.

## Икономика
Икономиката на Колумбия е пета по сила в Южна Америка и от 1995 г. насам има среден годишен растеж от 5,5%. За 2007 г. БВП на Колумбия е 319,5 милиарда щатски долара, което се пада по 6700 щ.д. на глава от населението. Въпреки това има голяма пропаст между отделните класи в Колумбия – 49,2% от населението живее под прага на бедността, а безработицата за 2007 г. е 11,2%.

## Култура
В литературата най-известното колумбийско име безспорно е Габриел Гарсия Маркес, който с неговия шедьовър Сто години самота печели Нобелова награда през 1982 г. Големи имена в съвременната световна литература са и Фернандо Вайехо, Алваро Мутис и Херман Кастро Кайседо, който е на второ място след Маркес по продадени книги от колумбийски автор.
В музиката Колумбия може да се гордее с четири световни звезди – Шакира и Хуанес – и двамата са печелили в кариерата си Грами, Джей Балвин, който стана по-известен с хита Tranquila и Малума.